# Barrios de Barranquilla
Los barrios de Barranquilla son las divisiones territoriales que conforman las cinco localidades en que se divide esa ciudad colombiana: Sur Oriente, Sur Occidente, Norte-Centro Histórico, Metropolitana y Riomar.La ciudad cuenta con alrededor de 184 barrios formalizados.

## Toponimia
Varios de los barrios fueron nombrados en relación con las características del terreno donde se asentaron, el nombre de sus dueños o a acontecimientos históricos, entre otros criterios.

### Topónimos geográficos
Principalmente en los barrios fundacionales sobre el margen del río Magdalena, se encuentran los siguientes nombres históricos:
- Arriba del Río: parte de los actuales San Roque y Rebolo; llamado así por estar ubicado aguas arriba del río Magdalena.
- Centro: centro comercial de la ciudad, también llamado barrio de San Nicolás. También comprende el barrio El Rosario.
- Abajo del Río: Actual barrio Abajo, llamado así por estar ubicado aguas abajo del río Magdalena.

### Topónimos de personas
Varios barrios fueron nombrados en honor a personas importantes de la región, el país o de la historia:
- Santa María: En honor al abogado penalista José Ramón Santamaría, quien ayudó a legalizar la invasión y convertirla en barrio.
- Cevillar: En honor al empresario de Bucaramanga Celio Villalba Rodríguez (fundador de la empresa Café Molido Almendra Tropical), quien donó los terrenos para el barrio.
- Evaristo Sourdis: En honor al candidato presidencial sabanalarguero.
- Carlos Meisel: En honor al educador alemán que hizo aportes significativos en la educación en la ciudad a fines del siglo XIX.
- Alfonso López: En honor al presidente de Colombia en los periodos 1934-1938 y 1942-1945.
- José Antonio Galán: En honor al líder de la rebelión de los comuneros. Originalmente se denominó "Cachosolo".
- Montes: En honor al alcalde Julio Montes, quien hizo donación de los terrenos donde se asentó el barrio.
- Siape: Antiguo corregimiento, su nombre se deriva del cacique Siapas.
- Gerlein y Villate: en honor del empresario Rafael Gerlein y Villate, alcalde de Barranquilla y senador.
- Simón Bolívar.
- Adelita de Char: Esposa del empresario y político Fuad Char.
- Kennedy: John F. Kennedy, presidente de los Estados Unidos.
- Pumarejo: Alberto Pumarejo Vengoechea, importante político barranquillero.

### Topónimos de árboles y plantas
Algunos barrios y sectores fueron denominados respecto a la vegetación del lugar donde fueron asentados o en referencia a alguna flor o cultivo:
| Barrio        | Refiere a                    |
| ------------- | ---------------------------- |
| La Floresta   | Sinónimo de bosque           |
| Los Nogales   | Juglans regia                |
| Los Jobos     | Spondias mombin              |
| Carrizal      | Phragmites australis         |
| Los Girasoles | Flor de Helianthus annuus    |
| El Limón      | Fruto del Citrus × latifolia |
| El Limoncito  | Fruto del Citrus × latifolia |
| Los Trupillos | Prosopis juliflora           |
| Los Laureles  | Flor de Laurus nobilis       |
| Las Palmas    | Plantas de Arecaceae         |
| Las Palmeras  | Plantas de Arecaceae         |
| Los Rosales   | Plantas de Rosaceae          |
| Los Olivos    | Olea europaea                |
| La Ceiba      | Ceiba pentandra              |
| El Granadillo | Platymiscium dimorphandrum   |
| Los Almendros | Prunus dulcis                |
| Las Gardenias | Gardenia jasminoides         |

### Topónimos religiosos
La influencia de la iglesia católica en la ciudad, al igual que en el resto del país como religión predominante, resultó en la denominación de barrios y sectores con nombres referentes a santos, advocaciones de la Virgen María y sitios mencionados en la Biblia. Algunos de estos son:
| Barrio                  | Refiere a                                                                                     |
| ----------------------- | --------------------------------------------------------------------------------------------- |
| San Francisco           | Francisco de Asís                                                                             |
| Betania                 | Aldea de Judea al oriente de Jerusalén y lugar al oriente del río Jordán donde Juan bautizaba |
| Santa Ana               | Ana (madre de María)                                                                          |
| El Carmen               | Virgen del Carmen                                                                             |
| Las Mercedes            | Virgen de la Merced                                                                           |
| Chiquinquirá            | Virgen de Chiquinquirá                                                                        |
| San Roque               | Roque de Montpellier                                                                          |
| Villa San Pablo         | Pablo de Tarso                                                                                |
| San Nicolás             | Nicolás de Tolentino                                                                          |
| Buena Esperanza         | Señor de la Buena Esperanza                                                                   |
| San Pedro               | Simón Pedro                                                                                   |
| Villa San Pedro         | Simón Pedro                                                                                   |
| El Edén                 | Lugar donde empezó la creación según el Génesis                                               |
| Petronitas              | Petronila de San Esteban                                                                      |
| San Isidro              | Isidro Labrador                                                                               |
| San José                | José de Nazaret                                                                               |
| Las Nieves              | Virgen de las Nieves                                                                          |
| Los Tres Avemarías      | Avemaría (oración)                                                                            |
| Santo Domingo Savio     | Domingo Savio                                                                                 |
| Santo Domingo de Guzmán | Domingo de Guzmán                                                                             |
| San Marino              | Marino                                                                                        |
| San Felipe              | Felipe Neri                                                                                   |
| San Salvador            | Jesús de Nazaret                                                                              |
| San Vicente             | Vicente Ferrer                                                                                |
| Santa Mónica            | Mónica de Hipona                                                                              |
| San Luis                | Luis IX de Francia                                                                            |
| Villa San Carlos        | Carlos Borromeo                                                                               |
| Santa Elena             | Helena de Constantinopla                                                                      |
| La Magdalena            | María Magdalena                                                                               |
| El Rosario              | Nuestra Señora del Rosario                                                                    |
| La Concepción           | Inmaculada Concepción                                                                         |
| El Tabor                | Monte donde ocurrió la transfiguración de Jesús.                                              |

### Topónimos basados en lugares geográficos e históricos
- Los Andes: Cordillera de Suramérica.
- Los Alpes: Cordillera de Europa.
- Andalucía: Comunidad autónoma de España.
- Las Américas: Continente homónimo.
- Las Malvinas: Debido la invasión de la zona en medio del conflicto que se presentaba en 1982 entre Argentina y Reino Unido por las Islas Malvinas.
- Nueva Granada: Nombre que se le dio en la Colonia al virreinato conformado por los actuales Colombia, Venezuela, Ecuador y Panamá.
- Boston: Ciudad natal homónima del fundador del barrio y dueño del terreno, el empresario William Ladd.

### Apelativos folclóricos
- Brinca y Pea: Apelativo dado al barrio Villas del Rosario debido a que sus pobladores tenían que saltar charcos para llegar a sus casas y el ruido de los zapatos, envueltos en bolsa, producían un ruido particular que motivó su apodo.
- Cachosolo: nombre original del barrio de invasión, ya legalizado, José Antonio Galán (llamado así a partir de 1987 por decisión de los líderes comunales), ya que en él quedaba el matadero "Moderno", en cuyos alrededores arrojaban cachos de vacuno con los que la gente encerraba los lotes.
- Mequejo: Asentamiento irregular en la ladera de una colina en la que sus habitantes subían una vía precaria e inclinada, generando queja entre sus transeúntes y habitantes, quienes no contaban con transporte público en el sector y debían caminar hasta llegar a la carrera 27 con calles 72 o 68 para tomarlo.
- Por Fin: Debido a los múltiples esfuerzos por levantar y legalizar este asentamiento irregular ante las autoridades competentes.
- Ciudad Modesto: Nombre dado en honor a un alcalde de Barranquilla que en sus tiempos fue huésped de honor en Modesto, California.
- Barranquillita: Zona comprendida entre el río Magdalena y la calle 30. En ella se ubica el barrio Villanueva. Debe su nombre a que sus ambientes eran similares a los de los comienzos de la ciudad.
- 7 de Abril-Realengo: Inicialmente la invasión se conoció como Realengo, nombre que se le dio en sus comienzos a raíz de una novela que trataba sobre la lucha por las tierras. A finales de los años 1980 empezó a llamarse 7 de abril como referencia a la fecha de legalización de terrenos por parte de la alcaldía.
- Rebolo: Por la variedad de árbol de ciruela conocido como rebolo, cuyo ramaje y follaje son enredados.

## Historia

### Desarrollo fundacional y primeros asentamientos (1630s-1900s)
Desde su surgimiento en los años 1630 y fines del siglo XIX, el desarrollo de Barranquilla había sido lento, llegando solo a formarse en casi doscientos años lo que hoy es el centro y una parte reducida del suroriente de la ciudad.

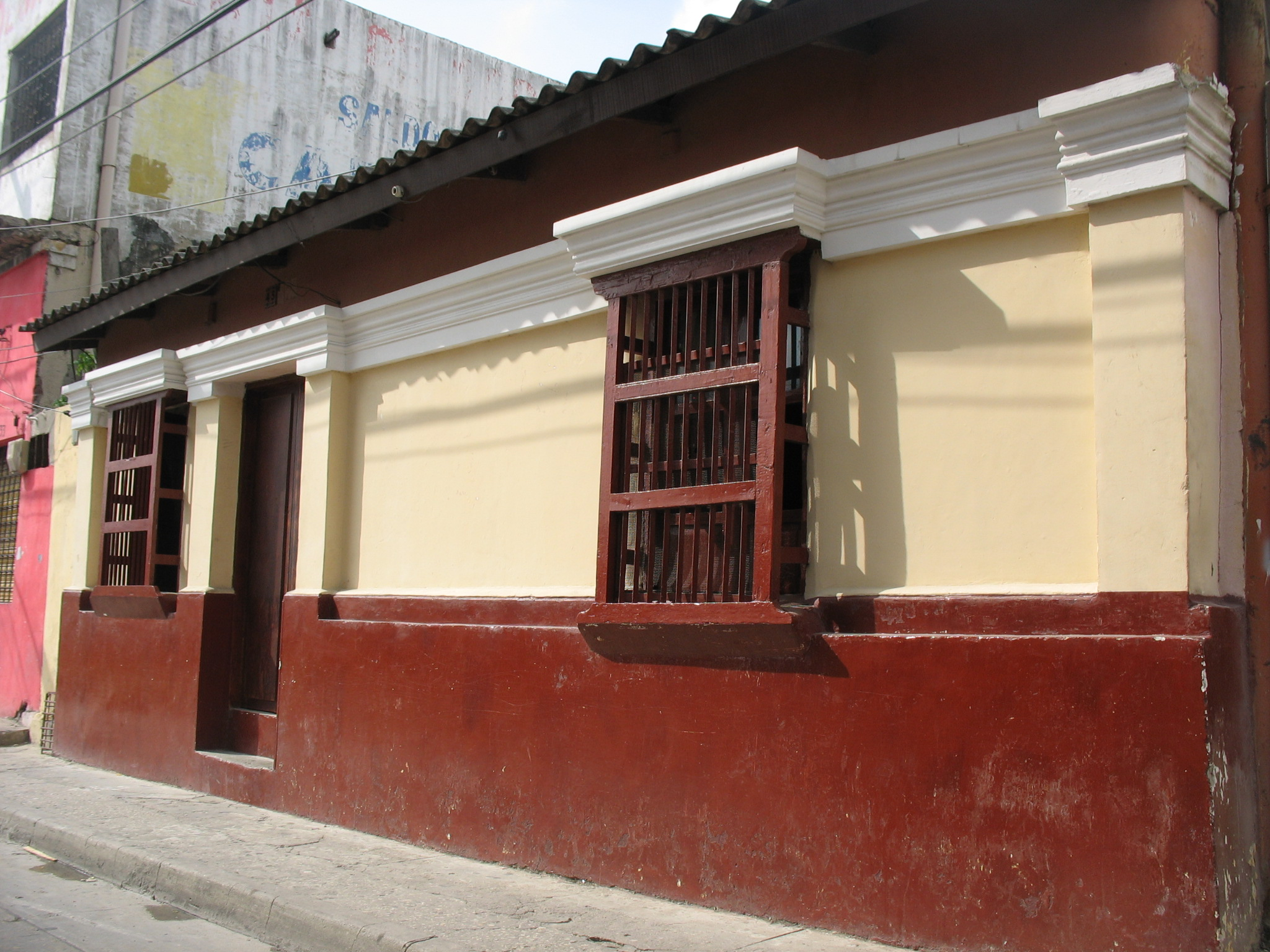
Casa típica del barrio Abajo.

Los barrios primigenios de la ciudad corresponden al actual Centro Histórico (integrado por el centro comercial, partes del mercado público, y de los barrios San Roque, Abajo y El Rosario), el barrio Abajo del Río (al norte del Centro, conocido simplemente como “barrio Abajo”), y los barrios Arriba del Río (actual Rebolo) y San Roque (hacia el sur del Centro). En el barrio Abajo aún pueden encontrarse algunas de las primitivas casas de bahareque y techo de paja. Es, además, uno de los epicentros de la actividad carnestoléndica. En San Roque se pueden apreciar las abandonadas mansiones de las familias pudientes de antaño, y en Rebolo antiguas y actuales casas populares.

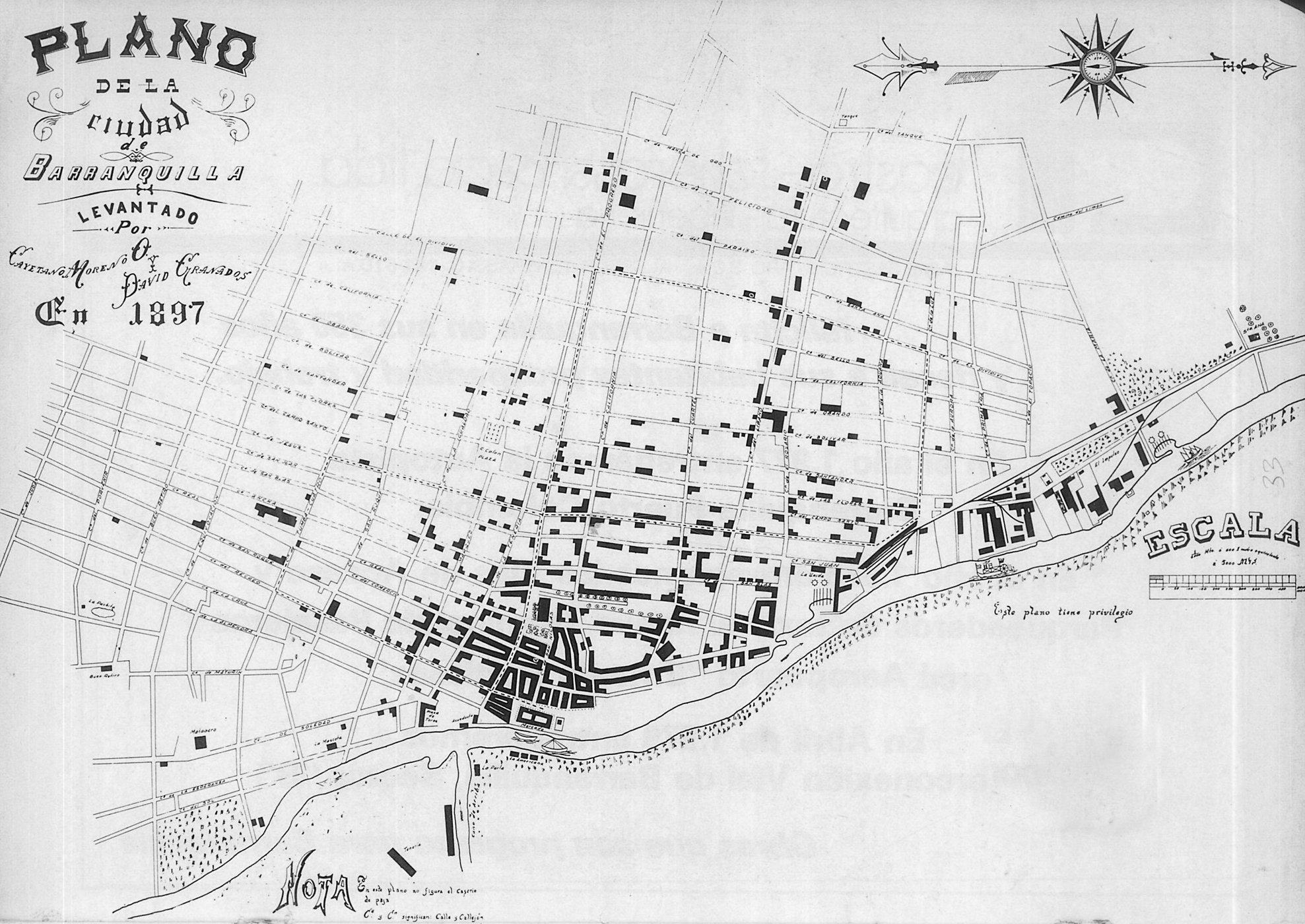
Mapa de Barranquilla en 1897.

Según Porfirio Ospina (arquitecto y urbanista de la Sociedad de Arquitectos), la zona sur de la ciudad, conformada por los barrios Chiquinquirá, Rebolo y parte de San Roque, constituía el 39 % del área de la ciudad en ese momento. Al otro extremo de la ciudad, el barrio Abajo constituía el 18,32 % del área urbana de la ciudad en ese momento. Adyacentes al barrio Arriba surgieron los desaparecidos Takunga y Monigote a fines del siglo XIX. En 1897 estaban consolidados los barrios Centro, Rosario, San Roque, Abajo, Chiquinquirá y parte del actual Rebolo.

### Barrios tradicionales y expansión desde el Centro (1900s-1940s)

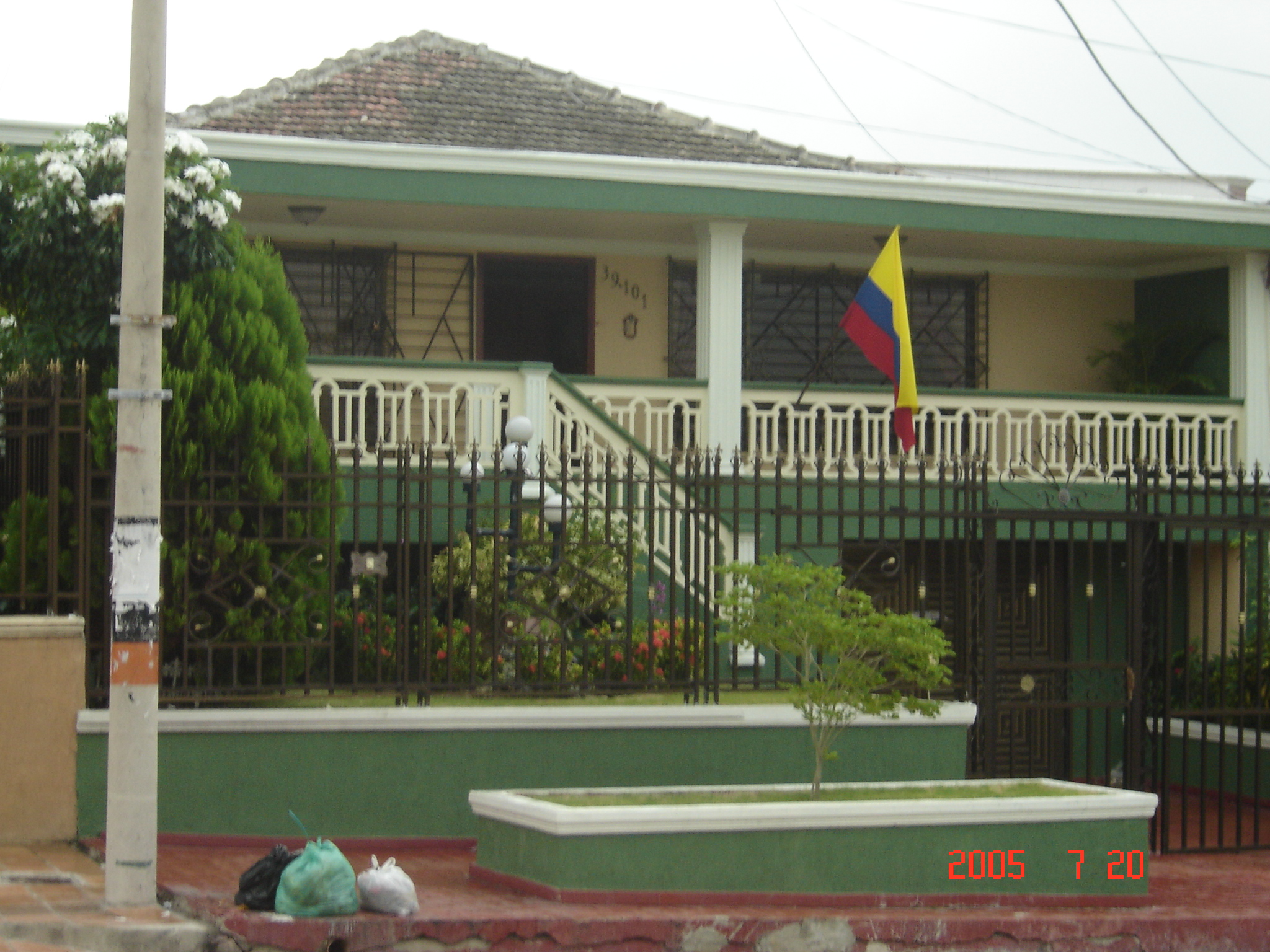
Casa del barrio Olaya.

A fines del siglo XIX, las familias acaudaladas empezaron a ubicarse en una zona alejada del centro, entre calles 40 y 45, sector que se denominó Las Quintas. Como obra de la firma Napoleón Salzedo Cotes surgieron, en 1912, los barrios Olaya y Las Delicias. En 1914 se produce la primera invasión como consecuencia de la escasez de terrenos. Se dio en la finca La Cueva de Montecristo, al lado del barrio Abajo. De esta invasión surgió el barrio Montecristo en 1916. Para 1921, además de los barrios fundacionales ya mencionados, existían los barrios Nuevo Mundo, Ciudad Perdida, El Tanque, El Recreo (construido en la antigua finca de la familia del político Francisco Insignares), El Lucero, Calancala, San José, Monigote, Rebolo, La Luz y La Loma.

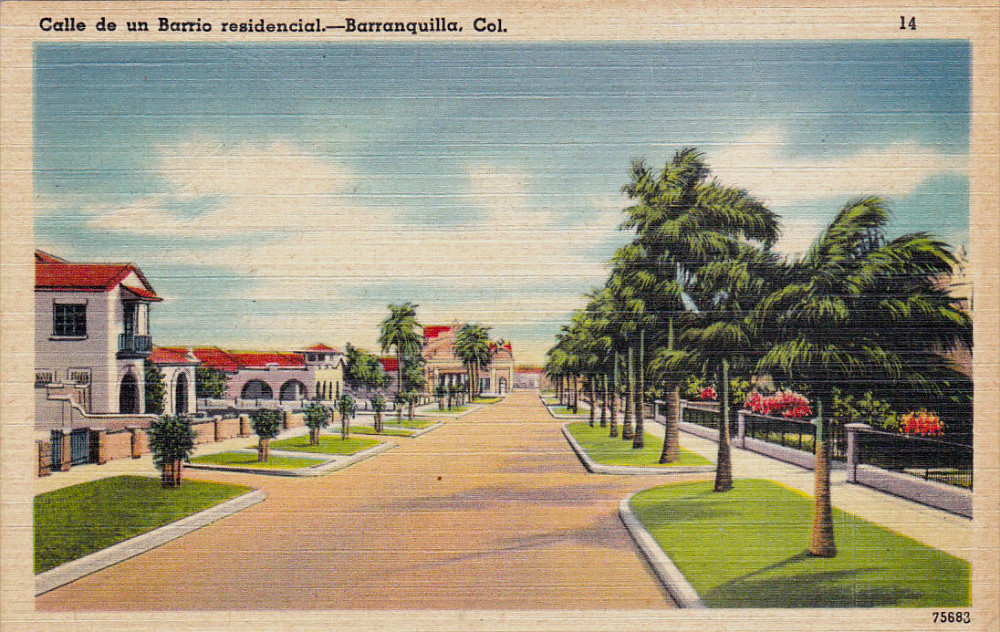
Imagen postal retratando la vista del barrio El Prado, sobre los años 20.

Desde la década de 1920 empezó la expansión de la ciudad hacia el norte con el barrio Boston en terrenos correspondientes a la finca del ciudadano norteamericano William Ladd, y la construcción de urbanizaciones planificadas y exclusivas así como la colonización y formación irregular de otros sectores. Así se conformaron las urbanizaciones El Prado (1920, de numerosas construcciones del periodo republicano, diseñado por la firma de Karl Parrish), Bellavista (1927), Altos del Prado (1935) y Santa Ana (1938); sobre estos mismos años numerosos colonos invadieron el sector de Barranquillita (1931), los terrenos de Julio Montes al suroccidente de la ciudad y las tierras de San Isidro y Calancala. Ya sobre 1938 se consolidaron los barrios Montes, Modelo y La Ceiba (en terrenos de los hermanos santandereanos Rondón), además de la colonización total del actual barrio Chiquinquirá, el cual fue legalizado ese mismo año.

### Vivienda pública y primeros barrios de invasión modernos (1940s-1970s)
Hacía los años 1940 se conformaron los barrios El Valle (1942, también invasión de negros) y El Porvenir (1944). Debido a la creación de instituciones como el Banco Central Hipotecario y el Instituto de Crédito Territorial (ICT), la construcción de vivienda de interés social se generalizó a partir de los años 1950, principalmente por las reformas de 1942 y 1948, mediante las cuales el ICT pasó a otorgar préstamos a cooperativas de empleados y a la construcción y adjudicación de vivienda urbana. Por esta razón, surgieron en el sur de la ciudad extensos barrios obreros como Cevillar —construido en terrenos donados en 1953 por el empresario santandereano, Celio Villalba Rodríguez, de quien obtiene su nombre, e inaugurado en 1954—, Simón Bolívar (1958) y La Magdalena (1957). En el suroccidente, sin embargo, se conformaron los primeros barrios de invasión modernos: Carrizal (1957), El Bosque (1958) —el más extenso y poblado de la ciudad, invasión de negros de Cartagena y del palenque de San Basilio, llamado así por el popular barrio cartagenero homónimo—, Villate (1960), El Santuario (1960), Las Américas (1962), La Manga (1963), Mequejo (1968) y Evaristo Sourdis.

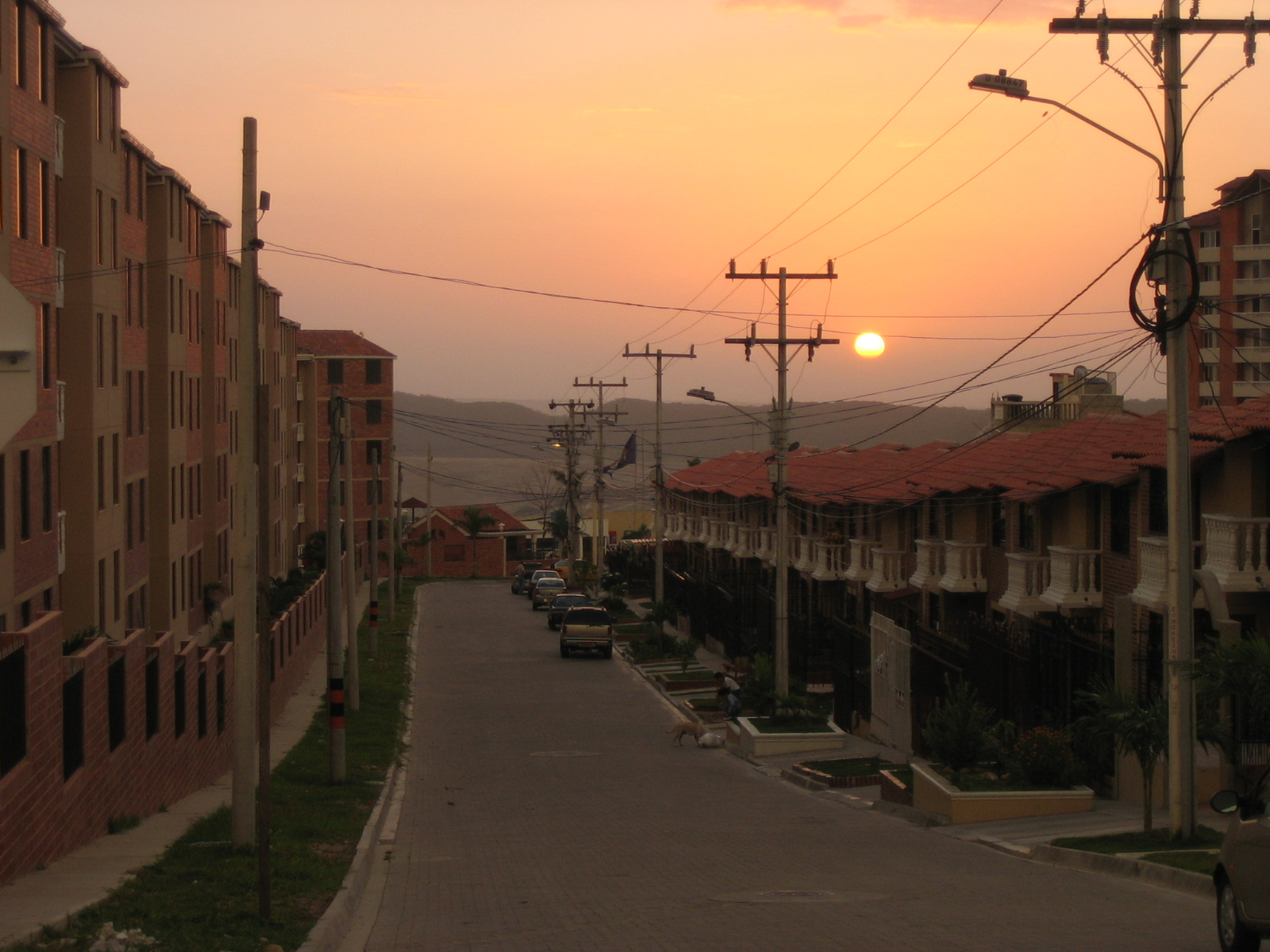
Vista del barrio La Cumbre, fundado a finales de los años 1960.

Por otro lado, la tendencia urbanizadora exclusiva en el norte de la ciudad continuó a lo largo del siglo XX con los desarrollos de Ciudad Jardín (construido por Parrish & Gotlieb Ltda. en 1948), El Golf, Riomar, Los Nogales, El Country; además surgieron proyectos orientados a la clase media sobre el occidente, tales como El Silencio (1969, construido por el Instituto de Crédito Territorial), Los Andes (construido por el ICT a principios de los años 1960) y La Pradera (también en los años 1960).   

### Expansión hacia las periferias y urbanizadoras privadas (1970s-1990s)
La creación de las Corporaciones de Ahorro y Vivienda (CAV) y del sistema UPAC en 1972 impulsaron, a partir de la década de 1970, la construcción de barrios como El Tayrona (1971), Los Nogales (1972), Ciudadela Veinte de Julio y La Libertad (1973), El Limón, La Floresta, El Campito y Altos de Riomar (1974), El Pueblo (1977) y, a principios de los años 1980, Campo Alegre y Universal (1980) y la segunda etapa de la Ciudadela Veinte de Julio (1981). Paralelamente, surgieron barrios orientados a la clase media trabajadora como Paraíso.
Sin embargo, el déficit de vivienda y el fenómeno de las migraciones del campo a las ciudades provocó, al igual que en el resto del país, la creación paralela de barrios populares hacia la periferia: Los Olivos (separado en dos sectores por la construcción de la avenida Circunvalación en los años 1980) y La Chinita (1973), Siete de Abril (1980) en el extremo suroccidental, Las Malvinas (1982) y, en el sector adyacente a Barranquillita y el margen del río Magdalena, los barrios Barlovento y Villanueva. En los últimos 20 años se han hecho importantes inversiones por parte del Estado y el sector privado para mejorar la calidad de vida de los habitantes de estos sectores, ampliando la cobertura de servicios públicos, centros de salud e instituciones educativas, así como tendiendo la malla vial y construyendo vías de acceso.
Para 1990, además de los ya mencionados, existían algunos de los barrios más populares de la ciudad: Las Nieves, Las Flores, Las Palmas, La Victoria, El Carmen, entre otros.

### Metropolización y demanda por subsidios (1990s-Actualidad)

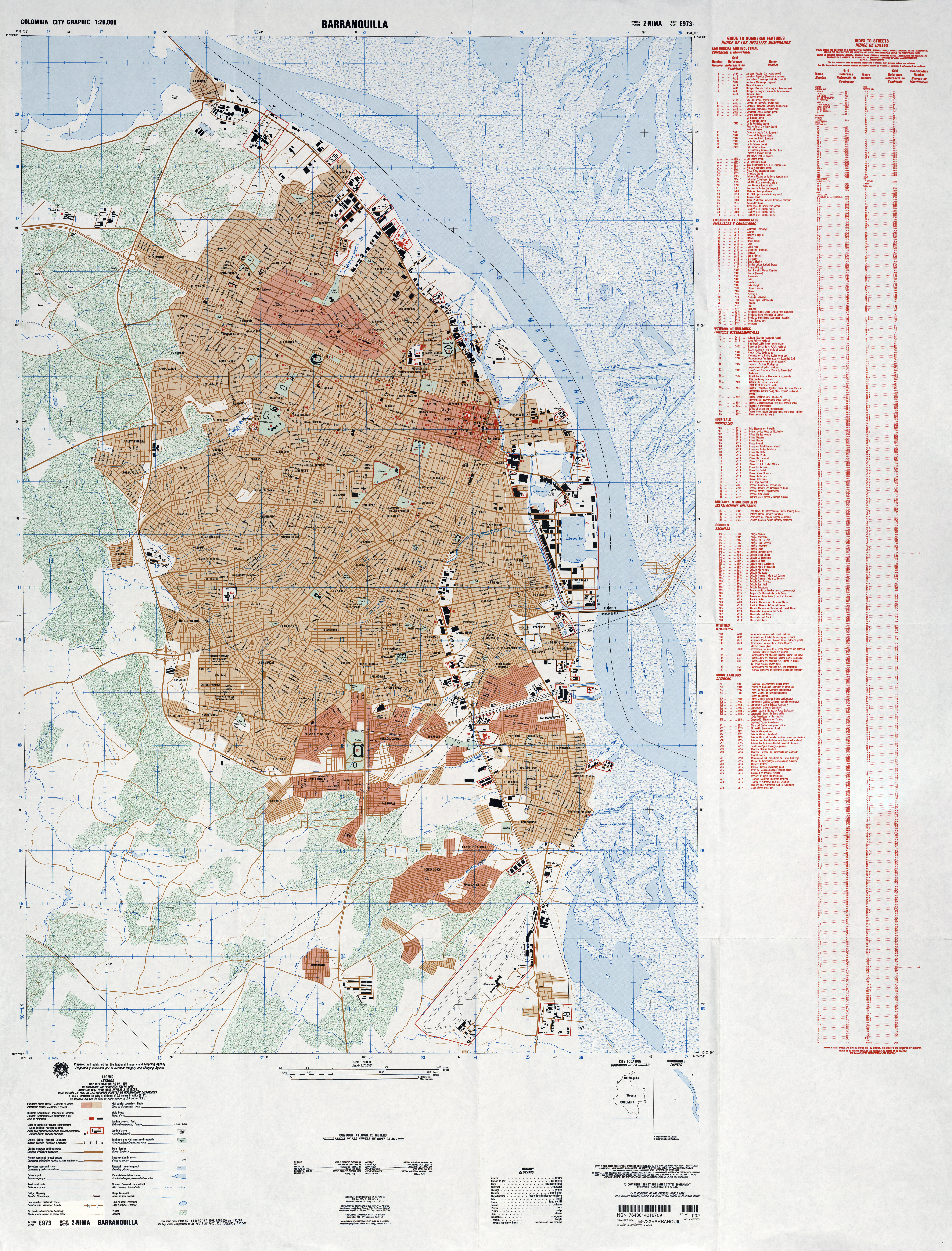
Mapa de la ciudad hacia finales de los 90.

La política de vivienda se reconfiguró con el fin del ICT y su sucesor, el Inurbe; gracias a esto, en el actual sistema la demanda hacia las constructoras es estimulada por el Estado mediante el otorgamiento de subsidios, por lo que las viviendas de interés social quedaron en control del sector privado. Sobre la margen de la avenida Circunvalación y la periferia de la ciudad, el desarrollo de conjuntos de vivienda multifamiliar ha resultado en la construcción de sectores de diferentes estratos socioeconómicos como Miramar, Alameda del Río, Caribe Verde, Las Gardenias y Puerta Dorada. Además de sectores de vivienda unifamiliar de interés social como Villas de San Pablo y Villas de la Cordialidad. La metropolización ha dado origen a proyectos suburbanos en los municipios del AMB: Ciudadela Distrital, en Galapa; Ciudadela Real del Caribe y San Fernando, en Malambo; Nueva Esperanza, Las Acacias y Hacienda San Antonio en Soledad.

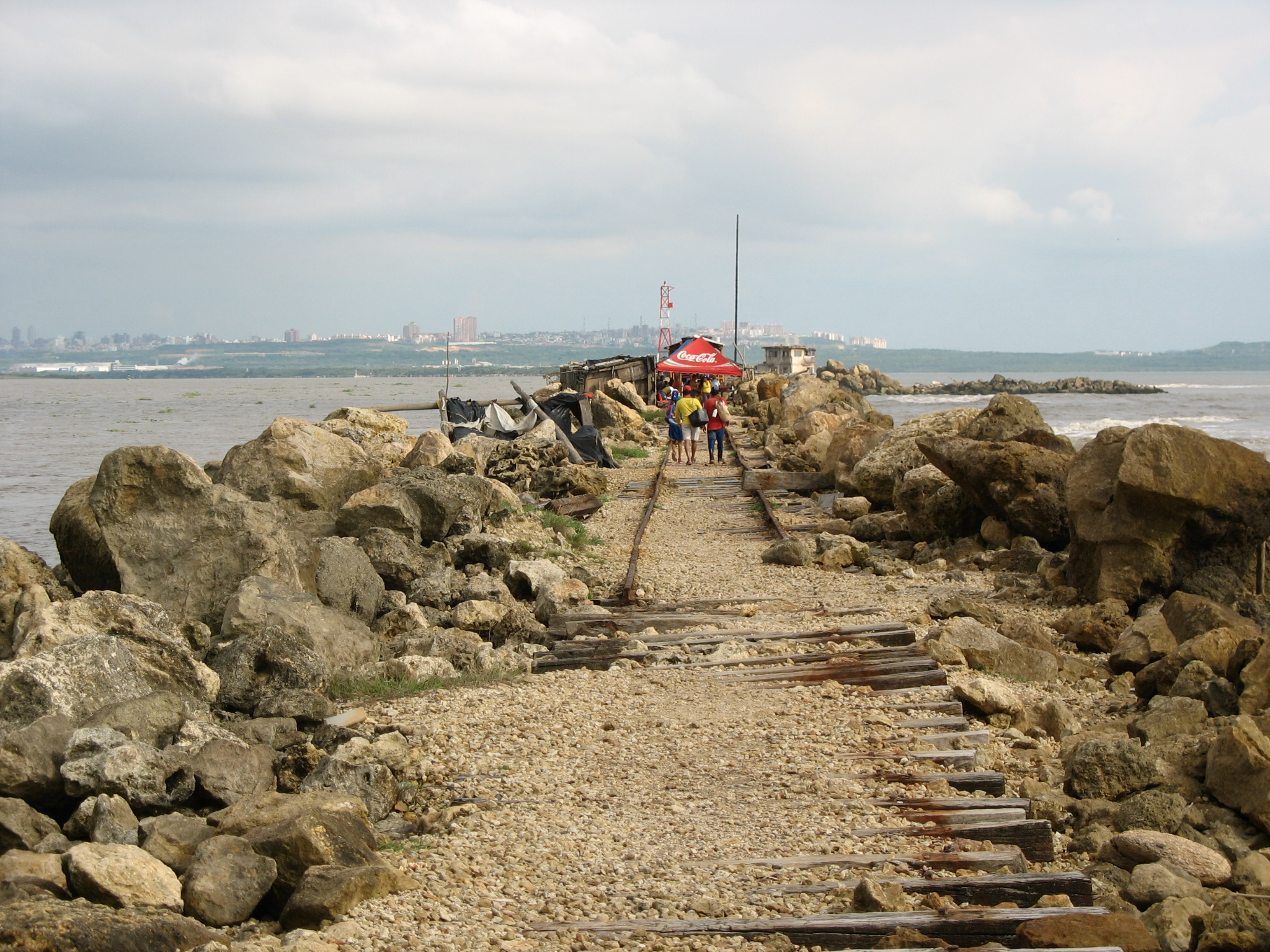
Vista de la ciudad desde Bocas de Ceniza, en el extremo norte. Al fondo se observa el centro y los barrios del norte en expansión hacia Puerto Colombia y el litoral de la ciénaga.

Hacia el norte y con anterioridad se construyeron lujosas urbanizaciones en las afueras de la ciudad como Lagos del Caujaral (a orillas del lago del Cisne) y Villa Campestre (cerca de la antigua vía a Puerto Colombia). En la actualidad, se siguen construyendo en el norte nuevos complejos residenciales como Villa Santos, Villa Carolina, Buenavista, Palmas del Río, San Marino o Paseo de la Castellana, algunos de los cuales han llegado hasta el vecino municipio de Puerto Colombia. Algunos de estos proyectos urbanos (Villa Campestre, Adelita de Char, Ciudad del Mar) se extienden sobre la Autopista Paralela al Mar y el Corredor Universitario, por lo que en las próximas décadas se proyecta una megaciudad entre las áreas metropolitanas de Barranquilla y Cartagena dado el crecimiento de ambas hacia dicha zona del litoral.

## Denominaciones no oficiales
Existen zonas y sectores que pertenecen administrativamente a alguno de los barrios legalizados en el POT de la ciudad, pero que a su vez reciben otras denominaciones populares entre los habitantes de la ciudad, incluso siendo llamados barrios en algunas ocasiones. Estos pueden ser sectores que toman el nombre de algún edificio importante que funciona como su centro, divisiones dentro de una misma urbanización, enclaves populares en barrios planificados, zonas de invasión, o zonas a las que por un interés inmobiliario, social o cultural se les han otorgado nombres de referencia. Algunos barrios contienen una o más zonas de este tipo. A su vez, hay zonas que abarcan dos o más barrios ordenados y sus límites son, en muchas ocasiones, difusos. Algunos de estos son:
| Sector                           | Barrio(s)                                 | Linderos | Nota |
| -------------------------------- | ----------------------------------------- | --- | --- |
| Alfredo Felfle                   | Ciudadela 20 de Julio                     | Carrera 3, calle 46B, carrera 6 Sur, calle 48.                                                                      | Sector adyacente al centro de salud El Camino. |
| Bajo Valle                       | La Esmeralda                              | Zona oriental del barrio La Esmeralda.                                                                              | Sector de La Esmeralda ubicado en una zona colindante con el barrio El Valle, de donde recibe su nombre al estar ubicado en una zona de pendiente a una menor ("baja") altura.     |
| Barranquillita/Mercado público   | Centro                                    | Sector entre el río Magdalena y la calle 30, entre carreras 38 y 46. Es surcado por los caños Arriba y del Mercado. | Zona de patrimonio histórico de la ciudad, centro de abastos y mercado público. |
| Brisas del Río/Las Tablitas      | Primero de Mayo                           | En la boca del Arroyo Don Juan, limita al sur con El Ferry (Soledad).                                               | Sector de invasión sobre rellenos de desechos en la boca del arroyo Don Juan, al sur del puente Pumarejo.                                                                          |
| Castro Tcherassi                 | Ciudadela 20 de Julio                     | Carrera 1 Sur, calle 47, carrera 1B, calle 46F, carrera 6 Sur, calle 47B, carrera 3, calle 49.                      | Sector adyacente al parque de la Virgen del Carmen. |
| Centro                           | Centro, San Roque, Chiquinquirá, Rosario. | Carreras 36 a 50, calle 6 a 45.                                                                                     | Punto de partida de la ciudad. Es la zona comercial más frecuentada y cuyo patrimonio histórico ha sido reconocido por el Estado colombiano.                                       |
| Cinco y Seis                     | El Bosque                                 | Alrededores de la calle 74A con carrera 6 (Carretera de la Cordialidad)                                             | Recibe su nombre de un local comercial donde se reunían apostadores de Turf, en el cual los caballos preferidos tenían las posiciones 5 y 6.                                       |
| Ciudadela de Paz                 | -                                         | Entre la urbanización Villas de San Pablo y la EDAR El Pueblo.                                                      | Sector de invasión a las afueras de la ciudad, en suelo de expansión, en las cercanías de las urbanizaciones Villas de San Pablo y Caribe Verde.                                   |
| Ciudadela Sector Estadio/Salcedo | Ciudadela 20 de Julio                     | Avenida Murillo, carrera 1 Sur, arroyo Don Juan.                                                                    | Sector al oriente de la avenida Murillo, en el límite con Soledad. |
| Conidec                          | Ciudadela 20 de Julio                     | Carrera 6 Sur, calle 49, carrera 3, calle 48.                                                                       | Sector adyacente al barrio Carrizal y a la IED Pablo Neruda. |
| Domingo Marino                   | Ciudadela 20 de Julio                     | Arroyo Bellarena y carrera 1 Sur.                                                                                   | Limita con Bella Arena, Villa Blanca y Villa del Carmen. |
| Gonzalo Ripoll                   | Ciudadela 20 de Julio                     | Carrera 6 Sur, calle 48, barrio Los Girasoles, calle 47.                                                            | Sector adyacente al parque Nuestra Señora de Guadalupe. |
| La Bendición de Dios             | Villanueva                                | A orillas de la rotonda de la calle 6 con carrera 46.                                                               | Sector de invasión en el norte del sector industrial de Villanueva. |
| La Redonda                       | Santo Domingo de Guzmán                   | Alrededores de la carrera 2 con calle 90                                                                            | Sector comercial céntrico del barrio. |
| Los Bloques                      | Ciudadela 20 de Julio                     | Carrera 3B, calle 49, carrera 1E, calle 45D.                                                                        | Sector de 199 bloques multifamiliares. Fueron las primeras viviendas de la Ciudadela.                                                                                              |
| Los Pitufos                      | Ciudadela 20 de Julio                     | Calle 46, carrera 10A Sur, calle 47A, carrera 6C Sur.                                                               | Sector adyacente al estadio Metropolitano. Limita al sur con el barrio Los Girasoles.                                                                                              |
| Pinar del Río                    | -                                         | A orillas de la Vía a Juan Mina (carrera 38).                                                                       | Sector de invasión a las afueras de la ciudad, en suelo de expansión. |
| Recodo de Las Palmas             | La Unión                                  | Carrera 14, calle 36B, carrera 11, calle 30.                                                                        | Sector del barrio La Unión, que limita al sur con Las Palmas, de donde recibe su apodo.                                                                                            |
| Renowitzky                       | Ciudadela 20 de Julio                     | - | - |
| San Martín                       | El Bosque                                 | Alrededores de la calle 76 con carrera 6 (Cordialidad)                                                              | Sector de El Bosque llamado así por la estatua de Martín de Tours que lo identificaba, punto de referencia del cual recibe su nombre.                                              |
| San Pachito                      | La Concepción                             | Sector comprendido entre las calles 72 y 74, desde la carrera 66 a la carrera 68.                                   | Sector del barrio La Concepción. Fue inicialmente una invasión, que inició el poblamiento de la zona en los límites del vecino barrio de San Francisco, de donde derivó su nombre. |
| Siete Bocas                      | El Recreo                                 | Sector de la intersección de la carrera 41 con las calles 63A, 63B y 65.                                            | Sector alrededor del bulevar de dicho nombre, denominado así por ser una rotonda donde desembocan 7 calles.                                                                        |
| Viejo Prado                      | El Prado                                  | Carreras 53 y 54, calles 59 a 72.                                                                                   | Zona patrimonial en el sur del barrio El Prado, cuya arquitectura conserva los estilos de su fundación (predominantemente neoclásico).                                             |
| Villa Caracas                    | El Bosque                                 | Entre calles 61 y 64B, en el límite entre El Bosque y La Ceiba.                                                     | Sector de invasión de población predominantemente venezolana. |
| Villa Metrópolis                 | Ciudadela 20 de Julio                     | - | - |
| Zona Cachacal                    | San Roque                                 | Enclave en los alrededores de la plaza del Hospital de Barranquilla.                                                | Llamado así por ser punto de parada de camioneros transportistas del interior del país, apodados cachacos. Antaño fue uno de los sectores marginales del Centro.                   |
| Zona Negra                       | Rebolo                                    | Carrera 38, calle 17, carrera 30, caño de La Ahuyama.                                                               | Zona urbana cuyo eje es la intersección de la calle 17 y la carrera 30. |